# Maarten Martens
Maarten Martens (* 2. července 1984, Eeklo, Belgie) je bývalý belgický fotbalový záložník a reprezentant. Mimo Belgii působil na klubové úrovni v Nizozemsku a Řecku.

## Klubová kariéra
Dříve působil v belgickém Anderlechtu Brusel a nizozemském RKC Waalwijk, kde původně hostoval. V AZ Alkmaar hrál v letech 2006–2013 a nosil zde kapitánskou pásku. V lednu 2014 přestoupil do řeckého klubu PAOK FC. Na jaře 2015 hostoval v belgickém Cercle Brugge. V létě téhož roku ukončil kariéru.

## Reprezentační kariéra
Martens působil v mládežnických reprezentacích Belgie od kategorie do 16 let. S reprezentací do 21 let se zúčastnil Mistrovství Evropy U21 v roce 2007 v Nizozemsku, kde Belgie postoupila s 5 body ze základní skupiny A ze druhého místa za Nizozemskem. Ve vyřazovací části pak prohrála v semifinále se Srbskem 0:2. Maarten absolvoval všechna 4 utkání, ale v zápase proti Srbsku odehrál pouze několik minut.

### A-mužstvo
V A-mužstvu Belgie debutoval 7. února 2007 v domácím přátelském utkání proti národnímu týmu České republiky. Nastoupil v základní sestavě a hrál do 73. minuty, Belgie prohrála 0:2. Do roku 2010 (včetně) odehrál celkem 9 utkání, v žádném z nich neskóroval.